# Hiệu úy
Hiệu úy (tiếng Trung: 校尉) là chức quan võ tồn tại lâu dài trong lịch sử Trung Quốc thời cổ đại.
Chức quan Hiệu úy có địa vị quan trọng nhất vào thời Lưỡng Hán, có quyền chỉ huy quân thường trực, trong khi một số tướng quân lại chỉ có tướng hàm mà không được cầm quân. Cuối thời Đông Hán, các nhân vật quan trọng như Viên Thiệu, Tào Tháo, Thuần Vu Quỳnh,... từng giữ chức Hiệu úy của Tây Viên quân.

## Lịch sử

### Tiên Tần
Trong quân chế thời Chiến Quốc, bắt đầu từ nước Tần, Hiệu úy là sĩ quan chỉ huy một "hiệu". Năm 257 TCN, Vương Hột, Vương Lăng thua trận Hàm Đan đã thiệt hại 5 hiệu quân.
Cuối thời Tần, Trương Sở vương Trần Thiệp phong Trương Nhĩ chức Tả hiệu úy, Trần Dư chức Hữu hiệu úy. Hạng Tịch dùng hào kiệt đất Ngô giữ các chức Hiệu úy, Hậu, Tư mã.

### Tây Hán
Tây Hán học theo thời Tần, lấy chức Hiệu úy làm quan võ cấp trung. Trong đó, đặt tám Hiệu úy đóng quân ở phía bắc thành Trường An, gồm Trung lũy, Đồn kỵ, Bộ binh, Việt kỵ, Trường Thủy, Hồ kỵ, Xạ thanh, Hổ bôn. Mỗi Hiệu úy người trật lương 2.000 thạch, địa vị chỉ dưới tướng quân:
- Trung lũy hiệu úy (中壘校尉), quản lý việc canh gác quân doanh, hoặc trấn thủ Tây Vực, thống lĩnh cả tám Hiệu.
- Đồn kỵ hiệu úy (屯騎校尉), quản lý kỵ binh hạng nặng.
- Bộ binh hiệu úy (步兵校尉), quản lý việc đóng giữ cửa Lâm Uyển.
- Việt kỵ hiệu úy (越騎校尉), quản lý kỵ binh hạng nhẹ, hoặc kỵ binh chiêu mộ từ đất Bách Việt.
- Trường Thủy hiệu úy (長水校尉), quản lý kỵ binh người Hồ, đặt quan tuyên khúc chiêu mộ từ các bộ tộc Hung Nô.
- Hồ kỵ hiệu úy (胡騎校尉), quản lý kỵ binh người Hồ (từ các bộ tộc không thuộc quản lý của Trường Thủy hiệu úy), đóng quân ở Trì Dương, bổ nhiệm khi có chiến sự.
- Xạ Thanh hiệu úy (射聲校尉), quản lý cung binh trong cấm quân (Vũ Lâm quân).
- Hổ Bôn hiệu úy (虎賁校尉), quản lý chiến xa.

Mặt khác, tùy từng trường hợp còn thiết lập các chức Hiệu úy khác:
- Thành môn hiệu úy (城門校尉), quản lý tám đồn, thống lĩnh các đồn, vệ để bảo đảm an ninh của kinh đô.
- Mậu kỷ hiệu úy (戊己校尉), quản lý Tây Vực và con đường tơ lụa.
- Hộ Khương hiệu úy (護羌校尉), trật 2.000 thạch, quản lý khu vực có người Khương cư trú hoặc giáp giới khu vực có người Khương cư trú.
- Phiêu Diêu hiệu úy (驃姚校尉), chức quan Hán Vũ Đế ban cho Hoắc Khứ Bệnh khi mới 18 tuổi.[5]

### Đông Hán
Đông Hán đóng đô ở Lạc Dương, chỉ giữ lại năm Hiệu úy, gọi tắt là Ngũ doanh (五營) hay Ngũ hiệu (五校), phẩm trật như cũ, chủ yếu lấy hoàng tộc, thân tín nắm giữ. Tuy nhiên, năm Hiệu úy lại được chỉ huy bởi quan Bắc quân trung hậu, trật 600 thạch.
- Kiêu kỵ hiệu úy (驍騎校尉), sau đổi lại thành Đồn kỵ hiệu úy, quản lý kỵ binh hạng nặng. Thuộc quan có 1 Tư mã, trật 1.000 thạch.
- Thanh Cân tả hiệu úy (青巾左校尉), sau đổi lại thành Việt kỵ hiệu úy, quản lý kỵ binh hạng nhẹ. Thuộc quan có 1 Tư mã, trật 1.000 thạch.
- Bộ binh hiệu úy (步兵校尉), trên lý thuyết vẫn đóng giữ Lâm Uyển môn, nhưng không rõ thay đổi sau khi dời đô. Thuộc quan có 1 Tư mã, trật 1.000 thạch.
- Trường Thủy hiệu úy (長水校尉), quản lý toàn bộ kỵ binh người Hồ, xem như sáp nhập với Hồ kỵ, nhưng không đóng quân ở Trường Thủy như thời Tây Hán. Thuộc quan có 1 Tư mã, 1 Hồ kỵ tư mã, trật 1.000 thạch.
- Xạ Thanh hiệu úy (射聲校尉), quản lý cấm quân, gồm hai quân Vũ Lâm và Hổ Bôn. Thuộc quan có 1 Tư mã, trật 1.000 thạch.

Các chức Hiệu úy khác:
- Thành môn hiệu úy (城門校尉), quản lý mười hai cửa thành của kinh đô mới Lạc Dương, thuộc quan có 1 Tư mã (trật 600 thạch), 10 Hậu đóng giữ 10 cửa thành. Bình Thành môn đặt Đồn tư mã riêng, Bắc môn thuộc quản lý của Vệ úy, không thuộc quản lý của Thành môn hiệu úy.[6]
- Mậu kỷ hiệu úy (戊己校尉), quản lý Tây Vực.
- Hộ Khương hiệu úy (護羌校尉), trật 2.000 thạch, quản lý Tây Khương. Thuộc quan có 1 Trưởng sử, 1 Tư mã.[7]
- (Hộ) Ô Hoàn hiệu úy (護烏丸校尉), trật 2.000 thạch, quản lý người Ô Hoàn, Tiên Ti. Thuộc quan gồm 1 Trưởng sử, 2 Tư mã.[7]
- Đông Di hiệu úy (東夷校尉), trật 2.000 thạch, quản lý người Tiên Ti, sáp nhập vào Ô Hoàn hiệu úy, đến thời Tào Ngụy mới đặt lại. Năm 238, Tào Ngụy diệt Liêu Đông Công Tôn Uyên, đổi tên thành Hộ Đông Di hiệu úy (護東夷校尉).[7]

Năm 188, sau khi bình định khởi nghĩa Hoàng Cân, Hán Linh Đế tự bổ nhiệm bản thân là chỉ huy quân sự tối cao lấy hiệu Vô Thượng tướng quân, lấy Kiển Thạc chủ soái. Kiển Thạc thống lĩnh tám viên Hiệu úy, đóng quân ở Tây Viên (Lạc Dương), tiến hành chiêu mộ binh sĩ, gồm sáu quân Thượng, Trung, Hạ, Điển, Trợ, Tá, gọi chung là Tây Viên quân, quản lý quân quyền quanh kinh đô:
- Thượng quân hiệu úy (上軍校尉) Kiển Thạc.
- Trung quân hiệu úy (中軍校尉) Viên Thiệu.
- Hạ quân hiệu úy (下軍校尉) Bào Hồng.
- Điển quân hiệu úy (典軍校尉) Tào Tháo.
- Trợ quân tả hiệu úy (助軍左校尉) Triệu Dung.
- Trợ quân hữu hiệu úy (助军右校尉) Phùng Phương.
- Tá quân hữu hiệu úy (佐軍右校尉) Thuần Vu Quỳnh.
- Tá quân tả hiệu úy (佐軍左校尉) Hạ Mưu.

Đến thời kỳ quân phiệt (sau năm 190), quyền lực của Hiệu úy dần giảm xuống, do số lượng tướng quân có quyền cầm quân trở nên nhiều hơn:
- Kiêu kỵ hiệu úy (驍騎校尉) Tào Tháo, do Đổng Trác phong.[10]
- Chiết Xung hiệu úy (折沖校尉) Viên Thuật, Tôn Sách, Hạ Hầu Đôn.
- Ưng Dương hiệu úy (鷹揚校尉) Tào Hồng.
- Tán quân hiệu úy (贊軍校尉) Lỗ Túc.[11]
- Tiên đăng hiệu úy (先登校尉) Hàn Đương.[12]
- Vũ phong hiệu úy (武鋒校尉) Hoàng Cái.[12]

### Thời sau
Thời Tam Quốc, Tào Ngụy cơ bản giữ nguyên thiết lập thời Đông Hán, chỉ đặt lại chức Đông Di hiệu úy, tách ra khỏi Ô Hoàn hiệu úy. Quý Hán cũng phong Trường Thủy hiệu úy, như Gia Cát Quân, Liêu Lập, nhưng không cầm quân. Quyền của Hiệu úy vẫn liên tục suy giảm.
Thời Tùy, Đường, chức Hiệu úy chỉ là chức quan cấp thấp. Từ thời Minh thì không còn thiết lập chức quan Hiệu úy.

## Ảnh hưởng
Ngày nay, trong Giải phóng quân Nhân dân Trung Quốc, tồn tại sĩ quan cấp hiệu, gồm Đại hiệu (Đại tá), Thượng hiệu (Thượng tá), Trung hiệu (Trung tá), Thiếu hiệu (Thiếu tá).